# Duckman
Duckman: Private Dick/Family Man est une série télévisée d'animation américaine en 70 épisodes de 22 minutes créée par Everett Peck et diffusée entre le 5 mars 1994 et le 6 septembre 1997 sur USA Network.
En France, au moins un épisode fut diffusé sur Canal+ en juin 1995.

## Voix
- Jason Alexander : Eric Tiberius Duckman
- Gregg Berger : Willibald Feivel Cornfed
- Dweezil Zappa : Ajax Duckman
- Dana Hill, puis Pat Musick et E. G. Daily : Charles et Mambo Duckman
- Nancy Travis : Bernice Florence Hufnagel et Grandma-ma/Sophia Longnameovich
- Pat Musick (en) : Fluffy et Uranus

Les producteurs invitaient de nombreuses personnalités connues pour les voix additionnelles.